# La Vache (film, 1969)
Pour les articles homonymes, voir La Vache.
Pour plus de détails, voir Fiche technique et Distribution.
La Vache (en persan : گاو, Gāv) est un film iranien écrit par Dariush Mehrjui et Gholam Hossein Saedi et réalisé par Dariush Mehrjui en 1969. Ezzatollah Entezami interprète le rôle du personnage principal, Masht Hassan. Certains considèrent La Vache comme le point de départ de la Nouvelle vague du cinéma iranien.

## Synopsis
L'histoire débute par des scènes d'attachement solide d'un villageois d'âge moyen, Masht Hassan, à sa vache favorite. Hassan est marié mais il n'a pas d'enfant. Son unique bien est une vache qu'il chérit - l'unique vache du village. 
Le jour où Hassan se voit obligé de quitter le village pour une courte durée, la vache engrossée meurt dans l'étable. Craignant la réaction de ce dernier, les villageois cacheront la vérité et lui diront, à son retour, que sa vache s'est sauvée. Ayant de grandes difficultés à affronter la perte de sa vache favorite, et perdant ainsi son statut et son attachement social au sein de la communauté villageoise, Hassan se plonge graduellement dans une psychose, et par une assimilation maladive se voit dans la peau de sa vache, adoptant des manières animales. Sa femme et les villageois tentent du mieux qu'ils peuvent de le ramener à la vie normale, mais en vain. La tragédie finit par la mort de Hassan.

## Distribution
- Ezzatolah Entezami : Masht Hassan
- Mahin Shahabi : femme d'Hassan
- Ali Nassirian : Islam
- Jamshid Mashayekhi : Abbas
- Firouz Behjat-Mohamadi :
- Jafar Vali : Kadkhoda
- Khosrow Shojazadeh : Boy
- Ezatallah Ramezanifar : Madman
- Esmat Safavi : vieille femme
- Mahmoud Dowlatabadi :
- Parviz Fannizadeh :
- Hormoz Farhat (fa) :

## Inspiration
Le film est inspiré d'une fable de Gholam Hossein Saedi (en). Le prince samanide Nooh ibn Mansur se croyait dans la peau d'une vache. Il a été guéri de ses hallucinations par le grand médecin iranien Avicenne. Il est possible que certains éléments du scénario de La Vache soient inspirés de cet événement historique.

## Distinctions
Le film a été présenté à la Quinzaine des réalisateurs, en sélection parallèle du festival de Cannes 1971.